# Моша Алкалај
Моша Букус Алкалај (Београд, 5. мај 1878 — Логор Сајмиште, 1942) био је југословенски лекар и санитетски потпуковник војске Краљевине Југославије.

## Биографија
Доктор Моша Букус Алкалај рођен је 5. маја 1878. године у београдској јеврејској породици Аврама Алкалаја за време Кнежевине Србије.
Основну школу и гимназију завршио је у Београду. Дипломирао је медицину на Медицинском факултету у Бечу 21. децембра 1904. године, а потом се специјализовао за болести уха, грла и носа. Војни рок служио је у Сталној војној болници од 1903. до 1904. године, а у периоду од 1907. до 1908. волонтирао је на Одељењу за болести уха, грла и носа Опште државне болнице у Београду. Од 1906. до 1920. радио је као приватни лекар.
Учествовао је у сва три рата у периоду од 1912. до 1918 године. Био је трупни лекар 12. пешадијског пука I позива 1912, док је у Другом балканском рату водио централну амбуланту у Призрену. Током Балканских ратова имао је чин капетана II, а затим I класе. Са 12. пуком учествовао је у Првом светском рату до 1916. године. Године 1914 био је рањен приликом експлозије гранате на положају Табановце, у Мачви за време рада у пуковском превијалишту.
На Солунском фронту радио је у II пољској болници Шумадијске дивизије I позива од 1916 до 1917. године, затим је премештен у Југословенски пук у Бизерти где је био и лекар у војном логору Надор. По повратку у Солун, од 1918. до 1919. године био је шеф оториноларинголошког одељења болнице „Престолонаследник Александар”.
После рата радио је као шеф ушног одељења Опште војне болнице у Београду. Априла 1920. године постављен је за хонорарног лекара Главне војне болнице. Током 1924. године у истој установи је ангажован као контрактуални лекар, да би од 1932. био запослен као чиновник. Пензионисан је новембра 1938 године. Осим за медицину веома се интересовао за стране језике. Поред немачког, француског, португалског и шпанског, познавао је и арапски језик, преводио је и са грчког језика. Као стручњак за енглески језик сарађивао је на издању Оксфордског српско-енглеског речника. Доктор Алкалај је за живот био добитник многих одликовања Краљевине Србије и Краљевине Југославије. Доктор Алкалај је за време Другог светског рата и Холокауста био затворен логору Сајмиште где је у логорској болници, смештеној у павиљону „Задужбине Николе Спасића” радио као лекар и ту вероватно преминуо, 1942. године.

## Дела
- Примена Сарел-ове методе код болести и повреда ува у рату
- Историја српског војног санитета: Наше санитетско искуство

## Одликовања
- Медаља за ревносну службу (1913)
- Крст милосрђа
- Орден Светог Саве V реда
- Орден Црвеног крста
- Албанска споменица
- Орден Светог Саве IV реда